# Joachim Schlese

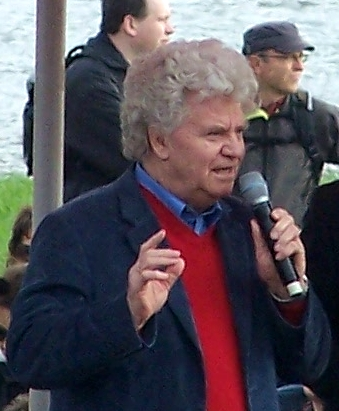
Joachim Schlese

Joachim Schlese (* 30. November 1939 in Waren (Müritz)) ist ein deutscher Regisseur und Kulturmanager mit Wirkungsort Dresden und einer der Gründer und langjähriger Leiter (bis 2022) des Internationalen Dixieland Festivals Dresden.
Schlese spielte seit seiner Kindheit Klavier und war Chorsänger beim Kreuzchor in Dresden (und in Berlin in der Zauberflöte und bei Wieland Wagner in Bayreuth). Er studierte nach dem Abitur von 1960 bis 1968 an der Hochschule für Musik Dresden Kulturwissenschaft und Dramaturgie. Von 1968 bis 1970 war er Spielleiter an der Staatsoperette Dresden. 1970/71 war er Drehbuchautor und Regieassistent beim DEFA-Trickfilmstudio in Dresden. Von 1971 bis 2002 war er Regisseur und Leiter der Abteilung Regie und Spielleitung im Kulturpalast in Dresden.
1971 gründete er mit Freunden wie Karlheinz Drechsel und Erich Knebel das Dixieland-Festival Dresden. Damals musste er für die offizielle Erlaubnis erst Überzeugungsarbeit leisten, da traditioneller Jazz bei den zuständigen Behördenmitarbeitern ziemlich unbekannt war und Argwohn erregte. Schlese annoncierte die Musik als eine Art Volksmusik und ließ auch konsequent begleitend zur Musik deutsche Liedtexte vortragen. Das Festival wurde in Dresden sehr populär und bezog auch ab etwa 1980 Kinderkonzerte mit ein, an denen diese sich auch mit einfachen Instrumenten wie Rasseln und Triangel selbst beteiligen konnten. Joachim Schlese leitete das Festival 50 Jahre lang bis 2022, als er die Leitung abgab. Das Festival fand im Mai 2022 nach zwei Jahren Zwangspause wegen der Corona-Epidemie wieder statt, so dass das 50. Jubiläum 2022 war.
Neben dem Dixieland Festival gründete er noch andere Musikfestivals und andere Festivals in seiner Zeit als Leiter des Kulturpalastes (mit regelmäßigen Veranstaltungen wie Rote Rosen für die Frauen und Das Brückenmännchen lädt ein), so die Musikfestspiele Dresden, ein Tanzfestival, ein Country-Festival und ein Festival der Zauberkunst. Außerdem inszenierte er zu DDR-Zeiten in Polen, der Tschechoslowakei und der Sowjetunion. 1989/90 hatte er einen Lehrauftrag im Fach Regie und Dramaturgie im Bereich Unterhaltung an der Kulturakademie Dresden und 2002/03 war er Leiter der Unterhaltung im MDR-Landesfunkhaus Sachsen. 2003 bis 2006 war er Regisseur für die 800-Jahr-Feier von Dresden. Dafür erhielt er 2006 die Auszeichnung Dresdner des Jahres.
1990 erhielt er den Kunstpreis der Stadt Dresden, 2002 den Verdienstorden des Freistaates Sachsen, 2005 den Sachsen Ass in der Kategorie Kunst und Kultur und 2010 die Ehrenmedaille von Dresden verbunden mit einem Eintrag ins Goldene Buch der Stadt.
Er lebt mit seiner Ehefrau Carmen, die er 2005 heiratete, in Dresden-Klotzsche.

## Schriften
- Mein Dixieland Tagebuch. Über Chaos, Verzweiflung und Liebe. Weltbuch Verlag 2019